# Ernst Johan Holmberg
Ernst Johan Holmberg, född den 20 februari 1849 i Uppsala,  död den 11 januari 1906 i Stockholm, var en svensk präst. Han var far till Karl Holmberg.  

## Biografi
Holmberg blev student vid Uppsala universitet 1871, filosofie doktor 1875 och teologie kandidat 1878 samt utnämndes samma år till lektor i Örebro. År 1883 blev han kyrkoherde i Tierp och 1890 komminister vid Stockholms Storkyrka. Holmberg blev 1893 extra ordinarie hovpredikant och 1897 teologie doktor. Han blev ledamot av Nordstjärneorden 1900. Holmberg gjorde sig känd som intresserad teologisk skriftställare. Bland hans arbeten kan nämnas D:r M. Luthers lefverne (illustrerad upplaga 1883), Minnen från sabbatsstunderna i Örebro skola 1878–84, I (1885) och Den liturgiska stridens och Upsala mötes historia et cetera (illustrerad upplaga 1893).